# Explorer 34

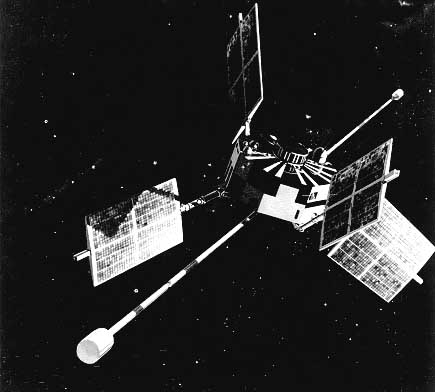
Explorer 34.

O Explorer 34, também conhecido como IMP-F (acrônimo de Interplanetary Monitoring Platform F) e como IMP-4, foi um satélite artificial da NASA lançado em 24 de maio de 1967 por meio de um foguete Delta E a partir do Cabo Canaveral.

## Características
A missão do Explorer 34 foi estudar o plasma interplanetário, as partículas energéticas cargadas e os campos magnéticos.
A nave era estabilizada por rotação, com período inicial de 2,6 segundos.